# Paige O'Hara
Paige O'Hara, född 10 maj 1956, är en amerikansk skådespelare. Hon har bland annat lånat rösten till Belle i den Oscarsbelönade tecknade filmen Skönheten och odjuret.